# Hemiphileurus elbitae
Hemiphileurus elbitae är en skalbaggsart som beskrevs av Neita och Brett C.Ratcliffe 2010. Hemiphileurus elbitae ingår i släktet Hemiphileurus och familjen Dynastidae. Inga underarter finns listade i Catalogue of Life.